# Jeziorko Błotniste
Jeziorko Błotniste (ang. Mud Lake) – małe jezioro na Wyspie Króla Jerzego, na Pełznącym Stoku u wschodnich podnóży góry Bastion w pobliżu Martwego Lodowca na terenie Szczególnie Chronionego Obszaru Antarktyki "Zachodni brzeg Zatoki Admiralicji" (ASPA 128). Jest to młode jezioro, powstałe wskutek ustępowania lodowców w ciągu ostatnich kilkunastu - kilkudziesięciu lat.